# Droga wojewódzka 823
Die Droga wojewódzka 823 (DW 823) ist eine sechs Kilometer lange Droga wojewódzka (Woiwodschaftsstraße) in der polnischen Woiwodschaft Lublin und der Woiwodschaft Masowien, die Zajezierze mit Borowa verbindet. Die Strecke liegt im Powiat Kozienicki und im Powiat Puławski.

## Streckenverlauf
Woiwodschaft Masowien, Powiat Kozienicki
-  Zajezierze (DK 48, DW 859)
- Wólka Wojcieszkowska

Woiwodschaft Lublin, Powiat Puławski
-  Borowa (DW 801, DW 840)